# アメリカ合衆国のミサイル一覧
アメリカ合衆国のミサイル一覧（アメリカがっしゅうこくのミサイルいちらん）は、アメリカ合衆国で計画、または開発及び製造され、主にアメリカ軍が使用する（又は過去に使用していた）ミサイル・ロケットを命名規則及び分類ごとに示すものである。一部、アメリカ国外で開発されたミサイルや軍事用でないロケットも含む。

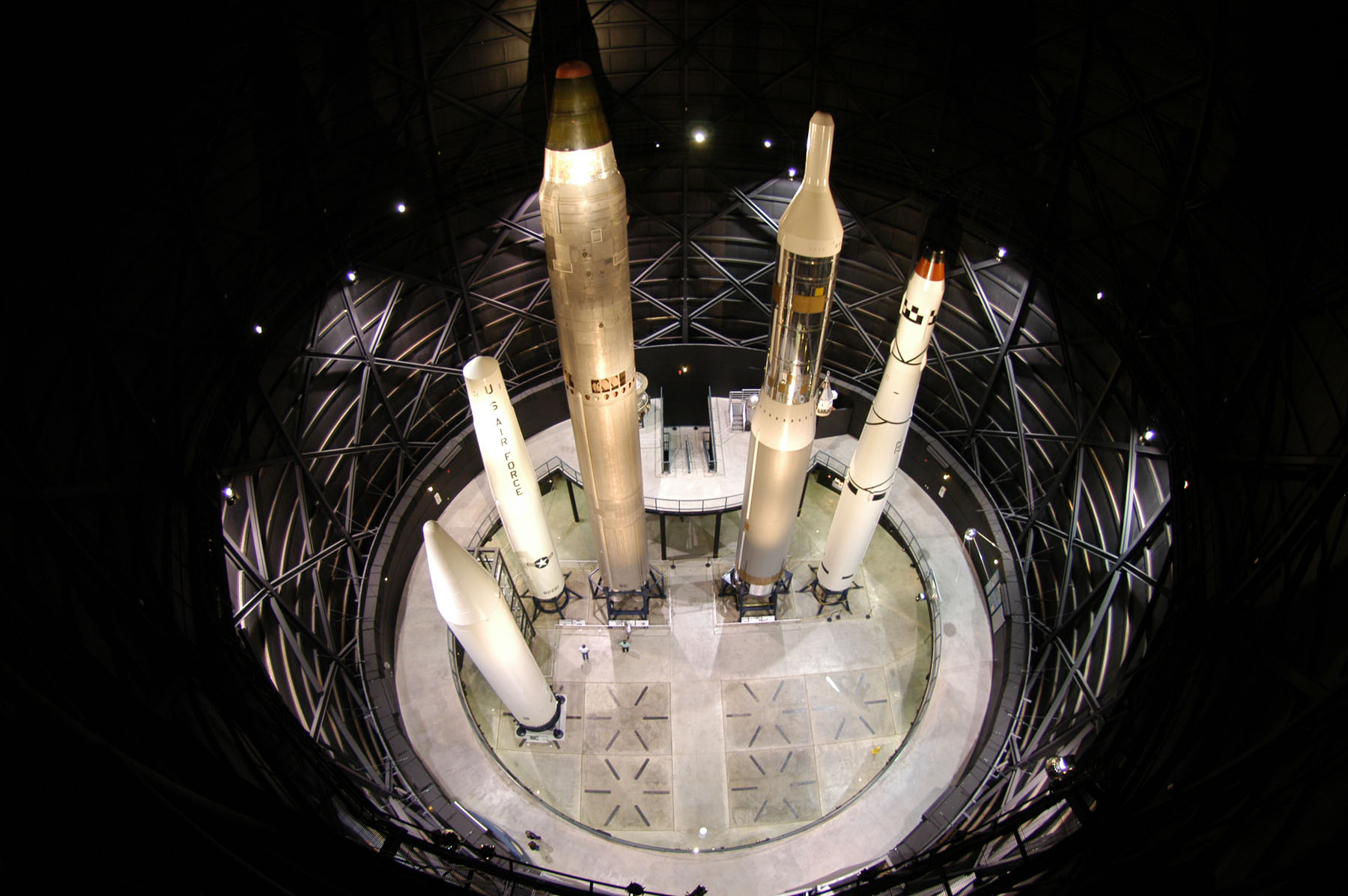
空軍の長距離弾道ミサイル。左から、PGM-19 ジュピター、PGM-17 ソアー、LGM-25C タイタン II, HGM-25A タイタン I, ソアー・アジェナA（打ち上げロケット）。

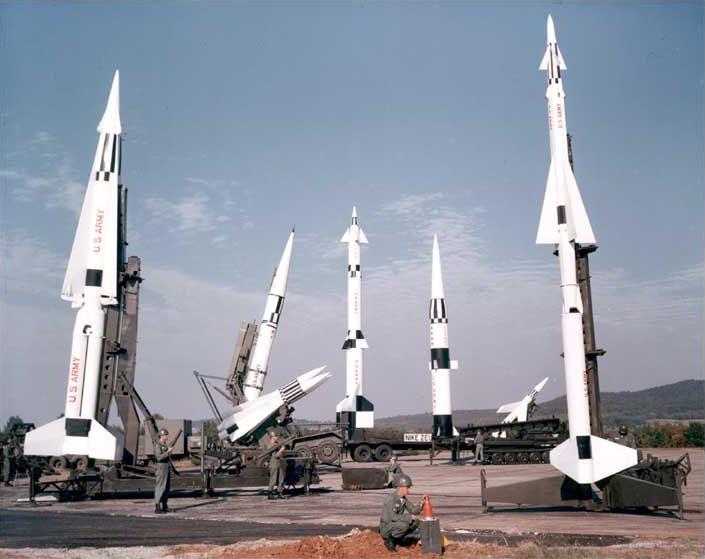
陸軍のミサイル。左から、MIM-14 ナイキ・ハーキュリーズ、MIM-23 ホーク(手前), MGM-29 サージェント(奥), LIM-49 スパルタン（ナイキ・ゼウス）、MGM-31A パーシング I、MGM-18 ラクロス、MIM-3 ナイキ・エイジャックス。

## 現行統一命名規則 (1962年)
1962年の命名規則に基づく一覧である。

### 対空ミサイル

#### 空対空ミサイル
- AIM-4 ファルコン - ヒューズ
- AIM-7 スパロー - レイセオン
- AIM-9 サイドワインダー - レイセオン
- AIM-26 ファルコン - ヒューズ
- AIM-47 ファルコン - ヒューズ
- AIM-54 フェニックス - レイセオン
- AIM-68 ビッグQ - AFWL
- AIM-82
- AIM-95 アジャイル - ヒューズ
- スタンダードミサイル AIM-97 シークバット - ジェネラル・ダイナミクス
- AIM-120 AMRAAM - レイセオン
- AIM-132 ASRAAM - MBDA
- AIM-152 AAAM
- AIM-174B ガンスリンガー - レイセオン
- AIM-260 JATM - ロッキード・マーチン

#### 対衛星ミサイル
- ASM-135 ASAT - ヴォート

#### 艦対空ミサイル
- RIM-2 テリア - ジェネラル・ダイナミクス
- RIM-7 シースパロー - レイセオン
- RIM-8 タロス - ベンディックス
- RIM-24 ターター - ジェネラル・ダイナミクス
- RIM-46 シーモーラー - ジェネラル・ダイナミクス
- RIM-50/55 タイフォン - ベンディックス
- RIM-66/67 スタンダード SM-1/2 - レイセオン
- RIM-85
- RIM-92 シーチャパラル
- RIM-101
- RIM-113
- RIM-116 RAM - レイセオン
- RIM-156 スタンダード SM-2ER Block IV - レイセオン
- RIM-161スタンダード・ミサイル3 (SM-3) - ノースロップ・グラマン
- RIM-162 ESSM - レイセオン
- RIM-174スタンダードERAM (SM-6) - レイセオン

#### 地対空ミサイル
- MIM-3 ナイキ・エイジャックス - ウェスタンエレクトリック
- CIM-10 ボマーク - ボーイング
- MIM-14 ナイキ・ハーキュリーズ - ウェスタンエレクトリック
- MIM-23 ホーク - レイセオン
- MIM-46 モーラー - ジェネラル・ダイナミクス
- LIM-49 スパルタン/ナイキ・ゼウス - ウェスタンエレクトリック/ジェネラル・ダイナミックス
- MIM-72 チャパラル - フォード
- LIM-99
- LIM-100
- MIM-104 パトリオット - レイセオン
- MIM-115 ローランド - ユーロミサイル/ヒューズ/ボーイング
- MIM-146 ADATS - Oerlikon/ロッキード・マーチン

##### 歩兵携行式地対空ミサイル
- FIM-43 レッドアイ - ジェネラル・ダイナミクス
- FIM-92 スティンガー - レイセオン

### 対地ミサイル

#### 空対地ミサイル
- AGM-12 ブルパップ - マーチン
- AGM-53 コンドル - ロックウェル

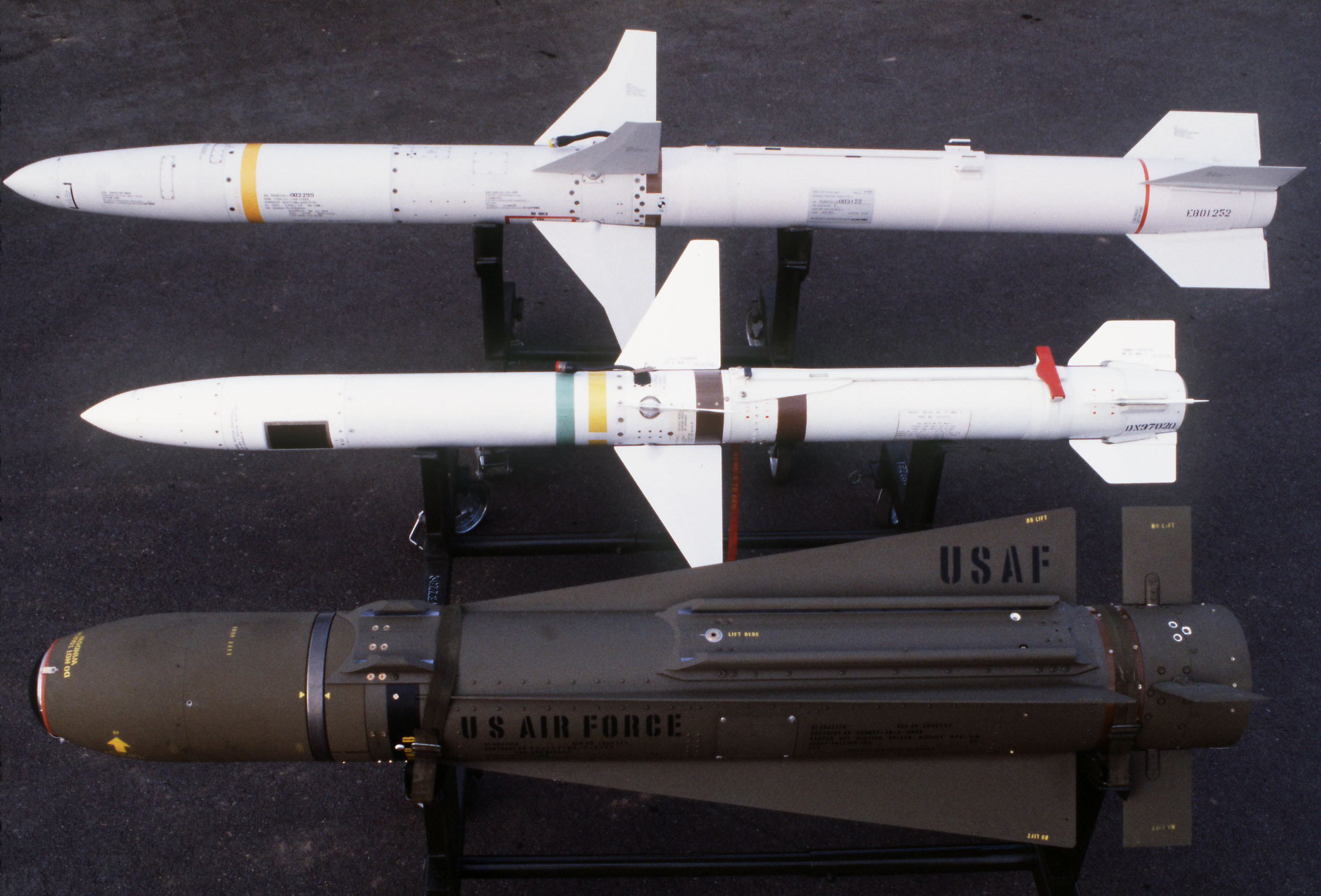
空対地ミサイル。上からAGM-88 HARM、AGM-45 シュライク、AGM-65 マベリック。

- AGM-62 ウォールアイ - マーチン・マリエッタ (実際は誘導爆弾)
- AGM-65 マーベリック - レイセオン
- AGM-69 SRAM - ボーイング
- AGM-76 ファルコン - ヒューズ
- AGM-79 ブルーアイ - マーチン・マリエッタ
- AGM-80 ヴァイパー - クライスラー
- AGM-83 ブルドッグ - テキサス・インスツルメンツ
- AGM-87 フォーカス - ジェネラル・ダイナミクス
- AGM-112 (GBU-15) - ロックウェル (実際は誘導爆弾)
- AGM-123 スキッパーII - エメルソンエレクトリック
- AGM-124 ワスプ - ヒューズ
- AGM-130 - ボーイング
- AGM-131 SRAM II - ボーイング
- AGM-142 ハヴ・ナップ - Rafael/ロッキード・マーチン
- AGM-153
- AGM-154 JSOW - レイセオン
- AGM-169 JCM - ロッキード・マーチン

##### 空対地巡航ミサイル
- AGM-28 ハウンドドッグ - ノースアメリカン
- AGM-86 ALCM - ボーイング
- AGM-129 ACM - レイセオン
- AGM-158 JASSM - ロッキード・マーティン

##### 対レーダーミサイル
- AGM-45 シュライク - テキサス・インスツルメンツ
- AGM-63
- AGM-78 スタンダードARM - ジェネラル・ダイナミクス
- AGM-88 HARM - レイセオン
- AGM-122 サイドアーム - モトローラ

##### 対戦車ミサイル
- AGM-22 - エアロスパシアル（ノール・アビアシオン）
- AGM-64 ホーネット - ロックウェル
- AGM-114 ヘルファイア - ボーイング/ロッキードマーチン

##### 空対艦ミサイル
- AGM-84 ハープーン - ボーイング
- AGM-119 ペンギン - コングスベルク

##### 弾道ミサイル（空中発射型）
- AGM-48 スカイボルト - ダグラス

#### 艦対地ミサイル
- RGM-6 レギュラス - ヴォート
- RGM-15 レギュラスII - ヴォート
- RGM-59 トーラス - APL
- RGM/UGM-84 ハープーン - ボーイング
- UGM-89 STAM
- RGM/UGM-109 トマホーク - レイセオン
- RGM-165 LASM (SM-4) - レイセオン

##### 弾道ミサイル（潜水艦発射型）
- UGM-27 ポラリス - ロッキード
- UGM-73 ポセイドン - ロッキード
- UGM-96 トライデントI - ロッキード
- UGM-133 トライデントII - ロッキード・マーチン

#### 地対地ミサイル
- BGM-110 - LTV
- AGM/BGM-136 タシットレインボウ - ノースロップ

##### 弾道ミサイル（地上発射型）
- MGM-5 コーポラル - JPL/ファイアストーン
- PGM-11 レッドストーン - クライスラー
- PGM-17 ソー - ダグラス
- MGM-18 ラクロス - マーチン
- CGM/HGM-16 アトラス - ジェネラル・ダイナミクス
- PGM-19 ジュピター - クライスラー
- HGM-25A タイタンI - マーチン
- LGM-25C タイタンII - マーチン
- MGM-29 サージェント - JPL/スペリー
- LGM-30 ミニットマン - ボーイング
- MGM-31 パーシング - マーチン・マリエッタ
- MGM-52 ランス - LTV
- BGM-75 AICBM
- LGM-118 ピースキーパー - マーチン・マリエッタ
- MGM-134 ミゼットマン - マーチン・マリエッタ
- MGM-140 ATACMS - ロッキード・マーチン
- MGM-164 ATACMS II - ロッキード・マーチン
- MGM-168 ATACMS Block IVA - ロッキード・マーチン

##### 地対地巡航ミサイル
- MGM-1 マタドール - マーチン
- MGM/CGM-13 メイス - マーチン
- AGM/MGM-137 TSSAM - ノースロップ
- BGM-109 トマホーク - レイセオン

##### 対戦車ミサイル
- MGM-21 - ノール・アビアシオン
- MGM-32 ENTAC - エアロスパシアル（ノール・アビアシオン）
- MGM-51 シレイラ - フォード
- BGM-71 TOW - レイセオン
- MGM-157 EFOGM - レイセオン
- MGM-166 LOSAT - ロッキード・マーチン

##### 歩兵携行式対戦車ミサイル
- FGM-77 ドラゴン - マクドネル・ダグラス
- FGM-148 ジャベリン - レイセオン
- FGM-172 SRAW - ロッキード・マーチン

### 対潜ミサイル
- RUR-5 アスロック
- RUM-139 VLA - ロッキード・マーチン
- UUM-44 サブロック - グッドイヤー
- RUM/UUM-125 シーランス - ボーイング

### デコイミサイル
- ADM-20 クワイル - マクドネル
- ADM-141 TALD - IMI
- ADM-144
- ADM-160 MALD - ノースロップ・グラマン

### その他
- LEM-70 ミニットマン ERCS - ボーイング
- CEM-138 ペイヴクリケット - ボーイング

### ドローン
- MQM-33 - ノースロップ
- AQM/BQM/MQM/BGM-34 ファイアビー - テレダイン・ライアン
- AQM-35 - ノースロップ
- MQM-36 シェルダック - ノースロップ
- AQM-37 - ビーチ
- AQM-38 - ノースロップ
- MQM-39 - ビーチ
- MQM-40 ファイアフライ - グローブ
- AQM-41 ペトレル - フェアチャイルド
- MQM-42 レッドヘッド/ロードランナー - ノースアメリカン
- PQM-56 - ノール・アビアシオン/ベル
- MQM-57 ファルコナー - ノースロップ
- MQM-58 オーヴァーシーア - エアロジェットジェネラル
- AQM-60 キングフィッシャー - ロッキード
- MQM-61 カーディナル - ビーチ
- MQM/BQM-74 チャカ - ノースロップ
- AQM-81 ファイアボルト - テレダイン・ライアン
- BQM-90
- AQM-91 ファイアフライ - テレダイン・ライアン
- GQM-93 - E-システムズ
- GQM-94 B-ガル - ボーイング
- GQM-98 R-ターン - テレダイン・ライアン
- PQM-102 デルタダガー - ジェネラルダイナミクス/スペリー
- AQM-103 - テレダイン・ライアン
- MQM-105 アクイラ - ロッキード
- BQM-106 テレプレイン - USAF FDL
- MQM-107 ストリーカー - レイセオン
- BQM-108 - NWC
- BQM-111 ファイアブランド - テレダイン・ライアン
- FQM-117 RCMAT - RSシステムズ
- CQM/CGM-121 ペイヴタイガー/シークスピナー - ボーイング
- BQM-126 - ビーチ
- AQM-127 SLAT - マーチン・マリエッタ
- AQM-128
- MQM-143 RPVT - コンチネンタルRPVs
- BQM-145 ペレグリン - テレダイン・ライアン
- BQM-147 エクスドローン - BAIエアロシステムズ
- PQM-149 UAV-SR
- PQM-150 UAV-SR
- FQM-151 ポインター - AeroVironment
- BQM-155 ハンター - ノースロップ・グラマン
- GQM-163 コヨーテ - オービタル・サイエンシズ
- BQM-167 スケーター - コンポジットエンジニアリング
- MQM-170 アウトロー - グリフォン・エアロスペース
- MQM-171 アウトロー - グリフォン・エアロスペース

### ロケット
- MGR-1 オネスト・ジョン - ダグラス
- AIR-2 ジニー - ダグラス
- MGR-3 リトル・ジョン - エマーソン・エレクトリック
- RUR-5 アスロック - ハネウェル

## 旧統一命名規則 (1947年)

### 空対空ミサイル
- AAM-N-2 スパロー I - スペリー
- AAM-N-3 スパロー II - ダグラス
- AAM-N-4 オリオール - マーティン
- AAM-N-5 メテオ - ベル・エアクラフト
- AAM-N-6 スパロー III - レイセオン
- AAM-N-7 サイドワインダー - レイセオン
- AAM-N-10 イーグル - ベンディックス
- AAM-N-11 フェニックス - レイセオン
- AAM-A-2 ファルコン - ヒューズ

### 空対地ミサイル
- ASM-N-7 ブルパップ - マーチン
- ASM-N-10 シュライク - テキサス・インスツルメンツ

### 地(艦)対空ミサイル
- SAM-N-6 タロス - ベンディックス
- SAM-N-7 テリア - ジェネラル・ダイナミクス
- SAM-G-7 ナイキ・エイジャックス - ウェスタンエレクトリック
- SAM-A-18 ホーク - レイセオン
- SAM-A-25 ナイキ・ハーキュリーズ - ウェスタンエレクトリック

### 地(艦)対地ミサイル
- SSM-N-8 レギュラス - ヴォート
- SSM-N-9 ラクロス - マーチン
- SSM-N-9 レギュラス II - ヴォート
- SSM-G-12 ラクロス - マーチン
- SSM-G-14 レッドストーン - クライスラー
- SSM-G-17 コーポラル - JPL/ファイアストーン
- SSM-A-27 サージェント - JPL/スペリー
- SSM-A-1 マタドール - マーチン
- SSM-A-4 ナバホII - ノースアメリカン
- SSM-A-6 ナバホIII - ノースアメリカン

### 研究試験用
- RTV-G-1 WACコーポラル - JPL
- RTV-G-2 コーポラル E - JPL
- RTV-G-4 バンパー - ジェネラル・ダイナミクス

## Xプレーン
Xプレーンとして扱われた無人研究機の中にはミサイルの範疇に含まれるものが存在するが研究機であり狭義のミサイルからはやや外れる。
Xプレーンのうちミサイルにみなし得る物の一覧:
- X-7
- X-8
- X-9 Shrike
- X-10
- X-11
- X-12
- X-17
- X-41 Common Aero Vehicle
- X-42 Pop-Up Upper Stage
- X-43 Hyper-X
- X-51

## 命名規則外、制式名なし
ここでは今までに示したような軍公式名称が与えられていないミサイルを一括して扱う。命名規則制定以前のものや開発の初期段階で中止されたために命名される段階まで至らなかったもの、開発中で制式化されていないもの等命名法から漏れてしまったその他のミサイル。
The list of undesignated United States missiles sorted alphabetically:
| - A-1 - Affordable Weapon - Alpha Draco - ALVRJ - Aries - ASALM - ATASK - Athena - Bold Orion - Brazo - Caleb - Caster 4B - Cherokee - C-HGB - CKEM - Cree - Crow - D-40 Cannonball | - ERGM - ERIS - FABMDS - Farside - FLAGE - Flying Bomb - GBI - HAVE DASH II - HEDI - Hera - HGV - HIBEX - High Virgo - HOE - HOPI - HTV - HVM - HyFly | - Jindivik1 - Kettering Bug - LAM - LASRM - LOCAAS - M30 Guided MRLS - M982 - MX-767 - NOTSNIK - PAM - PLV - Pogo - Pogo-Hi - プライベート - レイピア2 - RATTLRS - RSC-51 - Senior Prom | - Sergent-Hydac - SIAM - Skokie I - Skokie II - SLAM - Spike - スプリント - SR19/SR19 - SRALT - STARS - Storm - T-16 - T-22 - Talos-Sergeant-Hydac - THAAD - Trailblazer 2 - Wagtail - Wizard |

1アメリカ海軍が一時的に運用したオーストラリアのターゲット・ドローン。
2アメリカ空軍はイギリスにある空軍基地の防空のためにレイピアシステムを調達した。